# Јокнам Илит
Јокнам Илит (хебр. יָקְנְעָם עילית) је град у Северном округу државе Израел. Налази се у брдовитом пределу доње Галилеје у подножју Кармелских планина, из њега се пружа поглед на долину Јизраел, удаљен је 21 km од Хаифе и 80 km од Тел Авива. Јокнам је познат под надимком израелско „стартап село”, јер је његово високотехнолошко средиште окружено шумом и малим насељима.
Јокнам Илит је основан 1950. године, локална самоуправа постао је 1967, а град 2007. Налази се поред главних аутопутева државе - аутопута 70 и аутопута 6. Град је 2018. имао 23.311 становника.
Почевши од 1989. када је изабран нови градоначелник Симон Алфаси, економска структура Јокнам Илита се потпуно променила, од зависности о две велике фабрике у разноврсну групу многих малих високотехнолошких компанија. Како су број и величина компанија расли, Јокнам и мала насеља око њега почели су да привлаче младе предузетнике и програмере који су тражили мање урбану алтернативу подручју Тел Авива. Данас броји преко 100 високотехнолошких компанија, чији је извоз око 5 милијарди америчких долара годишње.
Политика општине је изградња пространих кућа, које нису густо збијене, како би се очувао пејзаж и поглед из сваког дома. Иако су цене некретнина ниске у поређењу са облашћу Тел-Авива, његова висока стопа раста последњих година је допринела повећању цена некретнина брже него у градовима сличне величине.

## Историја
Јокнам је забележен на списку од 119 градова које је освојио египатски фараон Тутмос III након победе у Бици код Мегида (1469. п. н. е.).
Јокнам се спомиње у хебрејској Библији као град Левита на територији израелског Зевулуновог племена. Налази се у близини Тел Мегида (Армагедон). Крсташи су Јокнам назвали „Каин Монс”, или „Маунт`н оф Каин”, у складу са традиционалним веровањем да је Каин, син Адамов, био убијен на овом месту.
Јокнам је био насељен током персијског, хеленистичког, римског / византијског, арапског, крсташког, мамелучког и османског доба.
На месту Јокнама налазило се палестинско арапско село звано Кира, напуштено пред почетак Арапско-израелског рата (1948).
Јокнам Мошава је основана 1935. Јула 1950. основан је и шаторски логор (маабара) у коме је смештено 250 нових имигрантских породица, и који је био део Јокнам Мошаве све до 1967. До почетка 1952, још 400 нових породица је смештено у шаторски логор. Крајем 1951. године, првих 285 породица преселило се из шаторског логора у стално насеље на брду изнад Јокнам Мошаве. 1952. године Јокнам је сматран необичним по томе што је имао јединствену школу за све, без обзира да ли су били верници или секуларни Јевреји, или из мошаве или шаторског логора.
Јокнам је 1964. године имао 4.300 становника, од којих је 160 породица живело у мошави. Године 1967. Јокнам је подељен на два локална савета (Јокнам и Јокнам Илит).
Током осамдесетих година у Јокнаму су постојале две фабрике, које су запошљавале 90% становника. Једна је пропала и незапосленост је значајно порасла створивши озбиљан проблем становницима града.
Деведесетих година Јокнам је примио велики талас имиграната из Етиопије и бившег Совјетског Савеза. За то време, индустријски паркови Јокнама постали су магнет за високотехнолошке компаније.
Јокнам Илит је званично проглашен градом 2006. Године 2009. Јокнам је повезан са израелским Аутопутем 6) и такође је у глобалном такмичењу „Такмичење чиста технологија” (енгл. Cleantech competition) добио признање „зелени град”, чиме је постао први израелски град који је добио то признање. Ова два догађаја су значајно појачала привлачност Јокнама као центра за привредна друштва која се баве медицинским, чистим технологијама и развојем производа.
2011. године око 16.000 радника је било запослено у индустријским парковима Јокнама. Од укупног броја запослених само 4.000 су били локални становници.

## Демографија
Јокнам је 31. децембра 2014. године, имао 21.100 становника са густином насељености од 2.576,5. Стопа незапослености била је 5 одсто, што је ниже од националног просека. Медијална старост у области Јокнама је 32. Док је 76% становника Јокнам Илита старо 40 година или млађе. Осамдесет процената средњошколаца у Јокнаму дипломира са сертификатом о матури, једном од највиших стопа у Израелу. Становници Јокнама који су завршили колеџ чине 40% становништва.

## Друштвени и економски екосистем
Од педесетих година 20. века када су Јокнам Мошава и Јокнам Илит делили заједничку школу, друштвена интеграција и суживот су саставни део локалне културе. Први талас досељеника који су се населили у маабару (шаторски логор) највећим делом потиче од јеврејских заједница из 6 различитих земаља (Ирана, Ирака, Курдистана, Румуније, Јемена и Индије), сви они су насељени у Мошаву коју су 1935. године населили Јевреји из Немачке и Холандије.
Следећи талас нових имиграната уследио је 1960-их из северне Африке, а 70-их следе имигранти из Совјетског Савеза. Деведесетих година 20. века Јокнам Илит је примио велики број имиграната из Етиопије и бившег Совјетског Савеза.
Почевши од деведесетих година 20. века, раст високотехнолошких компанија у Јокнам Илиту донео је и прилив становника рођених у Израелу заједно са све већим бројем имиграната из западне Европе, Јужне Африке, Северне и Јужне Америке. Током овог периода, економски проблеми у кибуцима и мошавима довели су до тога да се многе младе породице из оближњег Регионалног савета Мегидо преселе у Јокнам Илит.
Убрзана потражња за дневном боравком и вртићима у Јокнам Илиту довела је до недостатка простора у локалним вртићима и дневним боравцима, а истовремено је било и недостатка деце у неким од кибуца. Како не би слали своју децу у друга мања насеља у том подручју, дечји вртићи у кибуцима почели су да прихвају децу из оближњег Јокнам Илита, па је у неким случајевима број деце из Јокнам Илита вишеструко био већи од деце из кибуца. Овај феномен се касније проширио и на основне и средње школе све док изградња нових школа у Јокнам Илиту није успела да задовољи потребе у граду.
Многа деца из Јокнам Илита и њихове породице остала су у школском систему Мегида, док су породице које су прешле из Мегида у Јокнам Илит школовале своју децу у школском систему Јокнам Илита. Породичне везе и школска пријатељства довели су до тога да су створена мешовита Јокнам-Мегидо удружења родитеља у оба насеља и скоро све спортске активности и многе друге активности након школовања потпуно су интегрисане. Данас је изузетно ретко пронаћи локални тим који представља само Јокнам Илит или само Регионално веће Мегидо.
Програм Партн`ршипТуГед`р (енгл. Partnership2Gether), који је удружио Јокнам Илит и Регионално веће Мегида на израелској страни, са јеврејским заједницама из Атланте и Сент Луиса, са америчке стране, помогао је институционализацији сарадње између општине Јокнам Илит и Регионалног савета Мегида. Утицај на заједничко вођство заједнице није утицао само на Јокнам-Мегидо, већ је створио и стални однос између јеврејских заједница Атланте и Сент Лоуиса.
Ово „унакрсно опрашивање” довело је до интегрисаног економског екосистема који подржава високо технолошке компаније у Јокнам Илиту Примери ове сарадње могу се видети у активностима југоисточног огранка Привредне коморе САД-Израел у Атланти и успеху компанија попут Гив`н Имеџинг (енгл. Given Imaging). Гив`н Имеџинг, који је почео као мали стартуп у Јокнам Илиту, искористио је свој посебан однос са југоисточним огранком Америчко-израелске привредне коморе када је отворио седиште за маркетинг у Атланти.

## Економија
Чињеница да је Јокнам близу два главна универзитета (Техниону — Изрелском технолошком институту и Универзитету у Хаифи), да се налази на раскрсници између северног Израела и главних урбаних подручја Тел Авива и Јерусалима, постојање пореских олакшица и инвестиционих грантова што је повезано са његовим статусом „Националног приоритетног подручја А”, као и да је окружен малим градовима и да су трошкови становања нижи, заједно су допринели стварању највеће концентрације компанија посвећених истраживању и развоју изван Тел-Авива и дали му надимак стартап село Јокнам.
Према израелском закону о подстицању капиталних инвестиција, предузећа у Јокнам Илиту којима је то одобрено уживају највиши ниво пореских олакшица и грантова (тренутно до 20% инвестиције или 10-годишње ослобођење од пореза). Поред тога, компаније које се преселе у овај регион могу поднети захтев локалној самоуправи Јокнам Илита за ослобађање од плаћања локалних пореза током трогодишњег периода.
У Јокнамовим индустријским парковима послује више од 100 високотехнолошких компанија, а њихов извоз износи око 5 милијарди америчких долара годишње. Компаније се баве великим бројем различитих делатности, укључујући биотехнологију, производњу полупроводника, лекове и медицинских уређаја. Неке од њих су: Intel, Panasonic Avionics Corporation, Medtronic, Given Imaging, Naiot Venture Accelerator, Mellanox Technologies, Marvell Technology Group, Biosense Webster и Lumenis. Већ је у току изградња додатног високотехнолошког парка, који се зове „Мево Кармел јеврејско-арапски индустријски парк”, који ће бити заједничко предузеће Јокнам Илита, Регионалног већа Мегидо и друских села Далијат ал-Кармел и Исфија.
Раст високотехнолошких компанија у Јокнаму привукао је предаваче и чланове специјализованих професија, попут техничких писаца, да дођу из других делова Израела како би се упознали и размењивали идеје.
Поред индустрије засноване на технологији, Јокнам има низ производних погона, укључујући погон Осема (прехрамбена индустрија), који је 1974. основао фабрику у Јокнаму; и винарију продавницу „Винарија Морад”, познату по својим специјалним винима од нара, маракује, црвеног грејпа, кафе, кокоса и многих других воћа. У почетку је фабрика производила углавном производе од тестенине, али је асортиман временом проширен. У 1997. години, постројење је удвостручено и постављене су три производне линије за пециво, као што су крекери, кекс, колачићи и переце. Бамба, популарна израелска верзија смокија, такође се производи у Јокнаму. Многи становници Јокнама запослени су у фабрици, која је због својих атрактивних просторија освојила награду коју додељује „Веће за леп Израел”.

### Високотехнолошке компаније
Преко сто високотехнолошких компанија има седиште у Јокнаму или у њему има постројења за истраживање и развој (енгл. R&D). Неке од њих су:
- Advanced Dicing Technologies (ADT)
- Annapurna Labs
- Arad Technologies
- Argo Medical Technologies
- BATM Advanced Communications
- Biosense Webster
- BioDalia Microbiological Technologies
- Carestream Health
- CMT Medical Technologies
- EZchip Semiconductor
- Galil Medical
- Given Imaging
- High Sec Labs
- Intel
- Kaminaro
- Lumenis
- Marvell Technology Group
- Medtronic
- Mellanox Technologies
- Microbot Medical
- Mind CTI
- MRV Communications
- Naiot Venture Accelerator
- Norav Medical
- Panasonic Avionics Corporation
- ReWalk
- SkySapience
- Solcon
- Surf Communication Solutions
- Synel
- Syneron Medical
- Telco Systems
- Visuality Systems
- Zadara Storage

### Стартапи
Неке од стартап компанија су продате за велике износе, неки од примера су недавна БиТиЏи−ова (енгл. BTG) аквизиција Галил Медикала (енгл. Galil Medical) у износу од 110 милиона долара, Амазоново (енгл. Amazon) преузимање компаније Анапурна Лабс (енгл. Annapurna Labs) за пријављених 350–375 милиона долара, ИЗиЧип Семикондактор (енгл. EZchip Semiconductor) је продат компанији Меланок Технолоџиз (енгл. Mellanox Technologies) за пријављених 811 милиона долара, затим Ковидиенова (енгл. Covidien) куповина из 2014. Гив`н Имеџинга (енгл. Given Imaging) за пријављених 860 милиона долара, Интел (енгл. Intel) је 2005. године откупио Оплус Технолоџиз Инк. (енгл. Oplus Technologies Inc.) за скоро 50 милиона долара, а Марвел (енгл. Marvell Technology Group) је 2000. преузео компанију Галилео Технолоџи Лтд. (енгл. Galileo Technology Ltd.) за 2,7 милијарди долара у акцијама. Поред ових преузимања, Луменис (енгл. Lumenis) се недавно спојио са подружницом кинеске ЕксАјОу групе (енгл. XIO group) за пријављених 510 милиона долара.

### Технолошки инкубатори
Како број хај-тек (високотехнолошких) компанија у Јокнаму расте, технолошки инкубатори су започели отварање или пресељење у Јокнам, а сваки од њих се специјализовао за различите врсте технологија.

## Паркови и рекреација
Јокнам је веома зелен град. Не само у смислу еколошког активизма, већ и у физичком окружењу. Отприлике две трећине земљишта унутар Јокнамових градских граница представља зелени простор (паркови, археолошке ископине, баште, игралишта). Има пет великих јавних паркова, амфитеатар на отвореном и преко 80 игралишта распоређених по целом граду. Тел Јокнам, који садржи рушевине крсташке цркве и њен замршени водоводни систем, користи се као место едукације где деца из Јокнама врше рестаурацију под руководством Управе за старине и Управе за националне паркове. Близу 13 километара бициклистичких стаза повезује све паркове и јавне просторе. Град је такође окружен „резерватом биосфере Рамот Менаш” (на територији регионалног већа Мегидо), који је тренутно у процесу да га Унеско призна као резерват биосфере.
- Јокнамски градски парк
- Парк Ганди
- Нахал Шофет
- Парк Нахал Керет
- Шетња кроз Метри Парк
- Парк Нахал Керет
- Тел Јокнам
- Тел Јокнам
- 22. Јокнамска трка у брзом ходању

Сваке године хиљаде Израелаца учествује у спортској манифестацији коју организује град Јокнам, трка у брзом ходању („Шетња Јокнамом”), која је први пут организована 1991. и чија је популарност расла, па је 2013. број учесника достигао број од 35.000. Манифестација се одвија у пролеће, са кратком рутом од 6 km и дужом трасом од 11 km кроз брда и долине које окружују Јокнам. Јокнамска трка у брзом ходању за 2014. годину организована је 17. април 2014. године.

## Саобраћај
Јокнам се налази на раскрсници израелских аутопутева аутопута 70 и аутопута 6, који повезују све делове Израела са Тел Авивом и Јерусалимом. Једна од главних станица нове железничке линије, која је у функцији од 2016. године, од јорданске границе до луке Хаифа, налази се на само 5 минута од високотехнолошких паркова Јокнама. Јокнам је удаљен 20–25 минута од Аеродрома Хаифа и 12 минута од војног аеродрома Рамат Давид, за коју се извештава да ће највероватније бити локација на којој ће се наћи нови међународни аеродром који ће допуњавати аеродром Бен Гурион.
Аутобуске услуге у Јокнаму пружају 3 аутобуске компаније. Супербас (енгл. Superbus) пружа услугу градског превоза у Јокнаму и међуградски превоз са линијама до Хаифе и Афуле. Супербас такође вози ноћне аутобуске линије (укључујући петком увече) до Хаифе, Кирјат Тивона и Рамат Јишаја. Све аутобуске станице су доступне хендикепираним особама. Егед и Натив Екпрес пружају услугу међуградског превоза на експрес линијама до Тел Авива, Бнеј Брака и Јерусалима.
У шопинг центру на источном улазу у Јокнам Илит налази се такси стајалиште за такси превоз.
Општина Јокнам Илит подстиче употребу бицикала у граду. Тренутно има 13 км бициклистичких стаза које повезују све јавне паркове и зграде.

## Образовање
Јокнам издваја 42% свог буџета за образовање. С обзиром да је 75% студената положило државне испите зрелости и да је стопа одустајања само 0,8%, Јокнам Илит је неколико последњих година награђиван Националном наградом за образовање и Регионалном наградом за образовање. Предшколско од 3. године живота бесплатно је у Јокнам Илиту већ 20 година.
Општина Јокнам развила је посебан однос са јеврејским заједницама Атланте и Сеинт Луиса, при чему све три заједнице заједно раде на стварању програма за премошћавање јаза између заједница и култура, као и пружању једнаких могућности свим ученицима.
Министарство заштите животне средине је многим јокнамским вртићима и основним школама доделило „зелену ознаку” због начина на који су интегрисали проучавање животне средине у локални наставни план и програм. Од трећег до шестог разреда ученици основних школа проведу читаву недељу кад су на школском распусту у градском Музеју науке.
Генерал који је на челу директората за људске ресурсе израелске војске, недавно је доделио граду посебну награду за изврсност због постизања степена одзива у војску од 87%, као и осмог највишег степена регрутовања у елитне јединице и одзива на курсеве за официре у целом Израелу.
Готово је завршена изградња новог образовног кампуса, који ће располагати образовном инфраструктуром од вртића до средње школе и која ће елиминисати прелазе који утичу на животе ученика. Кампус ће имати спортске дворане, дневне боравке, вртиће, основне и средње школе, те академске курсеве пре одласка у војску.
Поред чињенице да се Јокнам налази у близини Техниона (23,8 км), Универзитета у Хаифи (22 км) и академског факултета Ораним (7,5 км), Јокнам има подружницу Отвореног универзитета за основне и мастер студије. Општина тренутно покушава ову ситуацију додатно да побољша, радећи са главним универзитетима с циљем да их убеди да отворе огранке у Јокнаму.

## Култура
Становници Јокнам Илита страствени су посетиоци позоришта, којих у Јокнаму постоје три. То су Градско позориште у Јокнаму (475 седишта),, позориште Тарбута (200 седишта) и аматерско позориште МиксАрт.
Израелске најпознатије позоришне групе долазе да наступају у Градском позоришту у Јокнаму, које ради 6 дана у недељи. Комплети карата за 8 различитих представа годишње најпознатијих позоришних група Израела, нарасла је од једног дана недељно на пет како би се сместила сва публика која броји преко 2.000 људи, односно 10% становништва града. Позориште такође нуди два комплета карата за децу, за које има укупно 600 претплатника, један за узраст 3–6 и други за узраст од 6 до 10 година. Посебни комплет карата под имено „Фринџ” има 200 претплатника за појединце или мале позоришне групе и нетрадиционалне позоришне представе. Нискобуџетне и субвенционисане представе за које се не продају комплети карата, укључују наступе на јидишу које изводи позоришна група „Јидиш Шпил”, догађаје за етиопску заједницу, дечије концерте и анимацијско позориште. Јеврејска федерација субвенционише претплату за дечије позориште за чланове етиопске заједнице како би смањила трошкове детета у пратњи једног родитеља на 100 шекела (приближно 30 $) за цео комплет карата. Локална уметничка гилда користи позориште за приказ уметничких дела домаћих и страних уметника.
Породични центар за оснаживање такође води драмско терапијску групу за етиопске жене која наступа на хебрејском и амхарском језику. Током летњих месеци, музичари из целог Израела наступају у отвореном Амфитеатру.
МиксАрт је аматерски студио основан 2017. под покровитељством градског „Одељења за апсорпцију” Јокнама и изводи представе на руском и хебрејском језику. До данас ова група нема своју сцену.
Много је плесних представа које се одржавају у кибуцу Ејн ХаШофету, у непосредној близини Јокнама. Једна од највећих израелских филмских кућа, Јес Планет (енгл. Yes Planet) је удаљена од града само 15 минута.
Јокнам Илит нема барове и пабове. Млади људи који желе више од вина или пива у ресторану или кафићу одлазе у оближњи Рамат Јишај.
- Јокнамска градска библиотека

## Религија
Јокнам је познат по својој верској толеранцији, многе проширене породице из града се састоје од мешавине секуларних и верских Јевреја. Упркос својој малој величини, Јокнам Илит је етнички разнолик град, са имигрантима из свих делова света и њиховим потомцима и многим активним синагогама, а свака има свој посебан карактер.
- Прослављање празника Симхат Тора у Јокнаму
- Дување у Шофар (рог) на Дан независности Израела у Јокнам Илиту

## Спорт
Јокнам има две затворене кошаркашке дворане (Спортски центар Дахари и Спортски центар Хапоел), Тениски савез, нови кантри клуб који има базене на отвореном и затвореном, додатни јавни базен, и фудбалски терен под управом спортског друштва Хапоел, које је врло активно са децом школског узраста. Локални тимови се такмиче у кошаркашкој, фудбалској, бејзбол и ватерполо лиги, као и на бициклистичким тркама. Затворени кошаркашки терен у Хапоелу има 500 места, док на фудбалском терену на отвореном има 200 места.
Регија Јокнам-Мегидо има две бејзбол екипе које представљају своје сестринске градове (Атланта Брејвс и Сент Луис Кардиналс). Ове екипе су учествовале на многим турнирима: Јр Макабија Гејмс, европским турнирима и израелским јуниорским олимпијским играма, где су освојили бронзану медаљу. Један од локалних кибуца је поклонио земљу потребну за изградњу новог бејзбол / софтбол стадиона у сарадњи са „Израелским софтбол савезом” и „Јеврејским националним фондом”. Израелски софтбол савез помаже у покретању „посебног програма образовања” за породице у окружењу. У сезони 2012-2013, Јокнам је имао играча који је ушао у састав јуниорског националног тима и који је тог лета путовао у Данску.
Почев од 2012. године, 12 младих из Далијат ал-Кармела почело је да учествује у недељном програму заједничког живота у Израелском тениском центру у оквиру школе тениса коју финансира Фреди Кривајн Фондација (енгл. Freddie Krivine Foundation).

## Први „зелени град” Израела
Израелско Министарство заштите животне средине (одељење задужено за Клинтех) је 2009. године граду Јокнам Илит доделило награду за укупну стратегију заштите и неговања зелених површина и подстицања еколошке свести и образовања. Поново је му је 2014. године додељена награда „Зелени град”, када су мерени параметри обухватали: енергетску ефикасност, смањење емисије гасова са ефектом стаклене баште, рециклирање и одвајање отпада, воду и канализацију, еколошку „зелену” градњу, јавне баште, образовање о животној средини, лепота града, еколошка „зелена” трговина и индустрија, брига о јавним градским површинама и природи, као и управљање градом.
Град има свој одбор за заштиту животне средине који је одговоран за дефинисање и спровођење свеобухватне стратегије за унапређење квалитета живота и заштите животне средине. Стратегија наглашава: плански развој, управљање животном средином, образовни програми заштите животне средине, одржавање чистоће града, управљање узроцима и последицама и очување енергије и воде. Активно промовише шетњу и употребу бицикала за превоз, а све аутобуске станице су доступне хендикепираним лицима.
Јокнам Илит са својих 500 дунума јавних паркова и 50 m² по особи отвореног простора у граду има 5 пута већу површину предвиђену у ове сврхе од минимално препоручене за урбано планирање. Поред годишње „Шетње Јокнамом”, која привлачи хиљаде учесника, Јокнам блиско сарађује са Израелским националним фондом (Керен Кајемет) на даљем унапређењу заштите природе.
Јокнам Илит једна је од 31 општине која раздваја смеће на извору, а такође има и центре за одвајање отпада који су дистрибуирани широм града. Дренажни системи добро раде и складиште воду за поновну употребу у градским парковима и баштама. Град такође користи компјутеризовани систем за наводњавање како би уштедео воду и постигао оптималне резултате. Канализација се третира у постројењима за пречишћавање воде која се налазе у оближњем Кирјат Тивону.
Као део посвећености града Јокнама прихватању зелене енергије, ускоро ће постати један од прва два града на северу Израела у коме ће саобраћати електрични аутобуси.
Општина улаже и време и новац у одржавање природних лепота својих зелених површина. Њени грађевински прописи постали су строжи и „зеленији” како се повећавала тражња за становима. Тренутно се гради „зелени кварт”, што подразумева еколошко осветљење, наводњавање и управљање отпадом. Истовремено, општина је активно радила на томе да старије четврти учини привлачнијим.
Град води радионице о управљању заштитом животне околине, док јеврејски имигранти из Етиопије воде програм подучавања и очувања традиционалних метода пољопривреде. Образовање је дефинисано као „зелено”, при чему су еколошке студије уграђене у наставни план и програм.

## Општински буџет и управљање финансијама
Током година, општина Јокнам је освајала финансијске награде за правилно управљање, које су уложене у градске службенике и побољшања на локалном нивоу. Општина је приватизовала низ услужних делатности, укључујући градско зеленило, одвоз смећа и наплата пореза, што је резултирало значајним уштедама које су усмерене у реинвестирање. Годишњи буџет града од 112 милиона шекела је уравнотежен и прикупља се од 95% становника и 97% предузетника и предузећа.
Општински буџет за 2014. годину је износио 135.889.000 шекела.
| Приход                            | (у 1.000 шекела) | % прихода  | Расходи                               | (у 1.000 шекела) | % буџета   |
| --------------------------------- | ---------------- | ---------- | ------------------------------------- | ---------------- | ---------- |
| Порез на имовину                  | 63.700           | 47%        | Зараде запослених (опште)             | 24.355           | 18%        |
| Снижени порез на имовину          | 5.665            | 4%         | Активности (опште)                    | 28.590           | 21%        |
| Закаснело плаћање за воду         | 100              | мање од 1% | Попуст на порез на имовину            | 5.200            | 4%         |
| Независни приход                  | 12.231           | 9%         | Постројење за воду                    | 105              | мање од 1% |
| Министарство за образовање        | 37.432           | 28%        | Зараде запослених (образовање)        | 15.892           | 12%        |
| Министарство за социјалну заштиту | 10.222           | 7%         | Активности (образовање)               | 38.021           | 28%        |
| грантови за буџет владе           | 5.322            | 4%         | Зараде запослених (социјална заштита) | 4.640            | 3%         |
| Наменски грантови                 | 210              | мање од 1% | Активности (социјална заштита)        | 10.789           | 8%         |
| Приход владе                      | 1.007            | 1%         | Кредити (главница)                    | 7.322            | 5%         |
|                                   |                  |            | Кредити (камате)                      | 975              | 1%         |

## Медији
У граду постоји једна радио станица, Радио Кол Рега 96.фм, и пет локалних (хебрејских) новина које редовно објављују вести о Јокнам Илиту.
- Зе Ма Јеш (То је оно што постоји)
- Кол Јокнам (Глас Јокнама)
- Кохав Јизраел (Звезда долине Јизраел)
- Хаир - Рацуи Вемацуи (Град - тражен и доступан)
- Индекс Хадашот (Индекс Вести)

## Клима
Јокнам у просеку прими 650 милиметара падавина годишње због близине планине Кармел. Температуре су исте као и у осталим насељима у долини Јизраел. Зими се минималне температуре обично крећу од 1 - 7 °C. Температуре могу пасти и испод 0 °C када хладни ветрови стигну са севера са ведрим небом. Јутарња магла је честа у Јокнаму и широм долине Јизраел.
Лета у Јокнаму су врућа и сува, а максималне температуре достижу 32 - 39 °C. Од увођења метеоролошке станице, највиша забележена температура била је 40,3 °C и измерена је 7. августа 2010; а најнижа забележена температура била је 0,3 °C и измерена 15. децембра 2013.
До 50 cm снега је пало у Јокнам Илиту 1950, 1992, 1999. и 2000.
Рекордна количина падавина последњих година:
- 2009-2010 552,9 mm (85% просека)
- 2010-2011 486,9 mm (75% просека)
- 2011-2012 575,8 mm (82% просека)
- 2012-2013 668,1 mm (103% просека)

## Збратимљени градови
Градови збратимљени с Јокнам Илитом су:
- Ла Гаран Коломб (Француска)
- Луго (Италија)
- Мјенјанг (Кина)
- Пожега (Хрватска)
- Сан Педро де Атакама (Чиле)
- Вил (Немачка)